# سينمات رينسانس
سينمات رينسانس هي شركة سلسلة دور عرض سينمائية المصرية. تقوم الشركة بتشغيل 21 سينما تغطي 99 شاشة عرض. سينمات رينسانس هي شركة تابعة للشركة العربية للإنتاج والتوزيع السينمائي .

## دور السينما
القاهرة
- وسط المدينة داون داون
- سينما مدينتي
- الرحاب
- داندي مول

الإسكندرية
- سانت ستيفانو
- سموحه

مدن أخرى
- بنها

## روابط خارجية
- الموقع الرسمي